# Ioannis Melissanidis
Ioannis Melissanidis (griechisch Ιωάννης Μελισσανίδης, * 27. März 1977 in Dachau bei München) ist ein griechischer Kunstturner und Schauspieler, zudem Offizier der griechischen Luftwaffe. Sein größter sportlicher Erfolg war der Olympiasieg 1996 im Bodenturnen als jüngster Kunstturner, der jemals eine Goldmedaille bei Olympischen Spielen gewann. Für Griechenland war es überdies die erste Medaille in dieser Disziplin seit 100 Jahren. 1993 und 1994 wurde Melissanidis Junioren-Europameister am Boden, 1998 Europameister im Sprung. 1994 errang er die Vize-Weltmeisterschaft am Boden und war damit der erste griechische Turner überhaupt, der bei einer Weltmeisterschaft eine Medaille gewann. Zwei Sprünge im Code de Pointage des internationalen Turnverbandes FIG (Fédération Internationale de Gymnastique) tragen offiziell seinen Namen.

## Kindheit und frühe Jahre
Melissanidis wurde als Kind griechischer Eltern in Dachau bei München geboren. Er hat zwei ältere Geschwister. Als er zwei Jahre alt war, kehrte die Familie nach Thessaloniki (Griechenland) zurück. Dort entdeckte er seine Leidenschaft für das Kunstturnen und trat mit acht Jahren in den örtlichen Sportverein Spartakos ein. Die Zustimmung seiner Eltern dazu erhielt er allerdings erst nach einem zweitägigen Hungerstreik. Zeitgleich begann er mit Ballettunterricht.
Sein Trainer Athanassios Kapnidis, der Melissanidis’ Laufbahn in den folgenden Jahren prägend begleiten sollte, erkannte schnell dessen Ausnahmetalent und bereitete ihn von Beginn an auf Wettkämpfe vor. Bereits nach anderthalb Jahren gewann Melissanidis bei seiner ersten Griechischen Junioren-Meisterschaft im Kunstturnen 1987 in Athen alle sieben Goldmedaillen. Diesen Erfolg konnte er bei den Griechischen Meisterschaften der folgenden Jahre in allen Altersstufen stetig wiederholen.

## Internationale Karriere
Auch international schrieb Melissanidis rasch Sportgeschichte. Schon früh zeichnete sich ab, dass er dem Kunstturnen einen ganz besonderen Stempel aufdrücken würde, indem er technische Perfektion und künstlerischen Ausdruck zu einer Einheit zusammenführte. Von Bruno Grandi, dem Präsidenten der FIG und Mitglied des IOK (Internationales Olympisches Komitee), stammt die Bemerkung, dass Melissanidis seinem Sport die Kunst eingehaucht habe. Er begnügte sich nämlich nie allein mit der technisch anspruchsvollen Ausführung seiner oft von einem hohen Schwierigkeitsgrad geprägten Übungen, sondern maß immer auch deren künstlerischer Umsetzung eine herausragende Bedeutung bei. So hob man bald schon Melissanidis’ Nähe zum klassischen Ballett hervor, und selbst die Parallele zum Jahrhunderttänzer Rudolf Nurejew wurde gezogen.
Nachdem Melissanidis im Alter von zwölf Jahren Mitglied der griechischen Nationalmannschaft geworden war, beeindruckte er bereits bei seinem ersten internationalen Wettkampf in Moskau 1989 (Moscow News) durch seine Leistung und wurde als jüngster Teilnehmer mit einem Preis ausgezeichnet. Ein Jahr später nahm er an der Balkan-Meisterschaft in Rijeka teil, wo er die Silbermedaillen im Sprung und am Boden gewann sowie am Barren das Finale erreichte. Mit seiner Mannschaft kam er auf den 3. Platz. Bei der darauffolgenden Balkan-Meisterschaft 1991 in Istanbul errang er mit der Mannschaft wiederum die gleiche Platzierung, während er im Sprung und am Boden erneut die Silbermedaillen erhielt.
Erfolg war Melissanidis auch bei der Junioren-Europameisterschaft 1991 in Athen beschieden. So erreichte er im Sprung das Finale, am Boden hingegen erkämpfte er sich die Bronzemedaille. Erstmals war es damit einem griechischen Athleten gelungen, bei einer Europameisterschaft in dieser Disziplin eine Medaille zu gewinnen. Bereits zwei Jahre später konnte Melissanidis seinen Erfolg nochmals steigern und wurde 1993 in Genf als erster Grieche Junioren-Europameister am Boden. Überdies errang er die Bronzemedaille im Sprung.
Ebenfalls 1993 nahm er erstmals auch an einer Weltmeisterschaft der Männer teil, obwohl er selbst noch zur Altersgruppe der Junioren gehörte. Der Wettkampf wurde in Birmingham ausgetragen, und wenngleich er auch keine Medaille gewann, wurde spätestens hier doch einer breiteren Öffentlichkeit bewusst, dass Melissanidis einen besonderen, unverwechselbaren Stil in das Kunstturnen einbrachte.
Bei der Balkan-Meisterschaft desselben Jahres in Ploiești siegte er am Boden und erreichte bei der Mittelmeer-Meisterschaft in Montpellier das Finale am Boden und am Reck, im Sprung erhielt er die Bronzemedaille.
1994 trat Melissanidis bei der Weltmeisterschaft im australischen Brisbane an und konnte sich jetzt die Silbermedaille am Boden sichern Wiederum überzeugte er mit seiner ganz eigenen, persönlichen Ausführung, und die für das Kunstturnen legendäre Nadia Comăneci betonte ausdrücklich die Außergewöhnlichkeit seiner athletisch-künstlerischen Leistung. Für den griechischen Leistungssport war Melissanidis mit seinem Erfolg in Brisbane eine erneute Sensation gelungen, denn niemals zuvor hatte ein griechischer Kunstturner bei einer Weltmeisterschaft eine Medaille erringen können.
Die Silbermedaille in Brisbane war nicht der einzige Erfolg, den Melissanidis 1994 zu verzeichnen hatte. So gewann er zudem bei einem internationalen Turnier in Sankt Petersburg die Goldmedaille am Boden und die Silbermedaille im Sprung. Besonderes Aufsehen aber rief seine Teilnahme an der Junioren-Europameisterschaft in Prag hervor. Trotz einer schweren Knieverletzung erkämpfte er dort die Goldmedaille am Boden, um sie den Eltern des befreundeten türkischen Kunstturners Murat Canbaş überlassen zu können. Canbaş hatte selbst als einer der Favoriten auf die Medaille gegolten, war jedoch kurz vor dem Wettkampf bei einem Autounfall ums Leben gekommen. Seine Geste trug Melissanidis große Hochachtung in der Türkei ein. Er wurde mit dem Abdi-İpekçi-Preis für Frieden und Freundschaft ausgezeichnet, und der damalige Bürgermeister von Istanbul sowie spätere türkische Ministerpräsident Recep Tayyip Erdoğan überreichte ihm die Goldene Medaille seiner Stadt. Das Türkische Olympische Komitee verlieh ihm einen Fairplay-Preis, und auch der Verband der türkischen Sportjournalisten ehrte ihn.
1995 trat Melissanidis zum Turn-Weltcup in Stuttgart an und errang die Silbermedaille am Boden. Bei der Weltmeisterschaft desselben Jahres im japanischen Sabae gelang es ihm, sich für die Olympischen Spiele des folgenden Jahres zu qualifizieren und damit einem Jugendtraum einen entscheidenden Schritt näher zu kommen.
Tatsächlich führten ihn die Olympischen Spiele 1996 in Atlanta dann auch auf den triumphalen Höhepunkt seiner Karriere. Mit einer Wertung von 9,85 Punkten konnte Melissanidis sich gegen seine Konkurrenten behaupten und gewann die Goldmedaille am Boden. Er war damit nicht nur der jüngste männliche Kunstturner, der jemals eine Goldmedaille errang, sondern auch der erste griechische Medaillengewinner im Kunstturnen seit 100 Jahren. Seine Medaille nahm er aus der Hand des ehemaligen griechischen Königs und Ehrenmitglieds des IOK Konstantin II. entgegen. In seiner Heimat Griechenland wurde Melissanidis mit seinem Sieg zum Nationalhelden. Die Resonanz in der internationalen Presse war ungewöhnlich groß, und Nadia Comǎneci drückte ihre Hochachtung aus, indem sie Melissanidis um ein Autogramm bat. Auf Anfrage des damaligen IOK-Präsidenten Juan Antonio Samaranch überließ er dem Olympischen Museum in Lausanne ein T-Shirt, das er bei den Spielen in Atlanta getragen hatte. Es fand dort seinen Platz neben den persönlichen Gegenständen anderer, ausgewählter Olympiasieger, wie z. B. Carl Lewis, Michael Johnson oder Katarina Witt.
1996 nahm Melissanidis an der Aristoteles-Universität Thessaloniki schließlich auch das Medizinstudium auf, verfolgte jedoch weiterhin seine sportliche Karriere. So trat er 1998 bei der Europameisterschaft in Sankt Petersburg an und errang im Sprung als erster Grieche überhaupt die Goldmedaille bei einem solchen Wettbewerb. Melissanidis’ Sprung wurde aufgrund seiner Besonderheit in den Code de Pointage der FIG aufgenommen und trägt als Melissanidis I heute offiziell seinen Namen. Mit dem zusätzlichen Gewinn der Silbermedaille am Boden gelang es ihm zudem, erstmals bei derselben Europameisterschaft zwei Medaillen nach Griechenland zu holen.
Ebenfalls 1998 nahm Melissanidis an einem internationalen Turnier in Helsinki teil (Gym Show) und erhielt dort sowohl am Boden als auch im Sprung die Goldmedaillen. Bereits früher im Jahr hatte er beim 22. Turnier der Meister, dem Grand Prix von Cottbus, am Boden den 2. Platz belegt.
In den folgenden drei Jahren arbeitete Melissanidis mit Christos Kassiolas als Trainer zusammen. Dieser bereitete ihn auch auf die Weltmeisterschaft vor, die 1999 im chinesischen Tianjin stattfand. Dort erreichte Melissanidis sowohl am Boden wie auch im Sprung und im Mehrkampf das Finale. Letzteres war wiederum eine Premiere, denn zum ersten Mal gelang einem griechischen Athleten im Mehrkampf der Einzug ins Finale einer Weltmeisterschaft. Bei den Euromasters, die ebenfalls 1999 in Patras stattfanden, erlangte Melissanidis am Boden und im Sprung die Bestplatzierung, mit der Mannschaft erhielt er die Bronzemedaille.
Im Jahr 2000 wurden die Olympischen Spiele in Sydney ausgetragen. Wenngleich er mit einer schweren Rücken- und auch Fußverletzung zu kämpfen hatte, erreichte Melissanidis bei diesen Spielen als erster Grieche das Finale im Sprung. In diesem Jahr war er als einziger Kunstturner auch der jüngste von 44 Kandidaten, die für die fünfzehnköpfige Athletenkommission des IOK nominiert waren.
Im Jahr darauf trat er bei der Weltmeisterschaft 2001 in Gent an. Dort glänzte er erneut mit einem eigenen Sprung, der vom internationalen Turnverband FIG als Melissanidis II ebenfalls in den Code de Pointage aufgenommen wurde. Beim Weltcup 2003 in Thessaloniki gewann Melissanidis, nun wieder betreut von seinem früheren Trainer Athanassios Kapnidis, die Bronzemedaille im Sprung, und dies obwohl er mit zwei gebrochenen Rippen angetreten war.
Im selben Jahr 2003 entschied sich Melissanidis, die Teilnahme an internationalen Wettkämpfen auszusetzen, um sich verstärkt seinen schauspielerischen Vorhaben widmen zu können. Er blieb jedoch weiterhin Mitglied der griechischen Nationalmannschaft und setzte auch sein Training ununterbrochen fort. Als 2004 die Olympischen Spiele von Athen stattfanden, war Melissanidis der vorletzte Läufer, der im Stadion die olympische Fackel trug. Anlässlich der Olympischen Spiele 2008 in Peking hielt er auf Einladung des Chinesischen Olympischen Komitees Vorträge an verschiedenen Universitäten des Landes. 2011 trat Melissanidis dann erneut in das internationale Wettkampfgeschehen ein und konnte beim Mikhail Voronin Cup in Moskau den 5. Platz im Sprung belegen. 2012 wurde er bei der Men’s Israel Open Championship in Tel Aviv Dritter in derselben Disziplin.

## Schauspielerische Laufbahn
Schon früh hatte Melissanidis neben seiner Leidenschaft für den Sport auch ein ausgeprägtes Interesse an Literatur sowie bildender und darstellender Kunst entwickelt. Dieses führte ihn schließlich auf den Weg zum Schauspiel.
Bereits 1997, als Thessaloniki Kulturhauptstadt Europas war, beteiligte sich Melissanidis am dortigen Veranstaltungsprogramm, indem er an einer von Pantelis Voulgaris inszenierten Lesung von Texten des griechischen Lyrikers Konstantinos Kavafis mitwirkte.
Im selben Jahr 1997 machte er zudem deutlich, dass die langjährige Beschäftigung mit dem Ballett nicht nur seinen Stil im Kunstturnen beeinflussen, sondern auch zu eigenständigem Ausdruck gelangen sollte. Beim Europäischen Kulturfestival in Delphi brachte er in Erinnerung an Angelos Sikelianos zusammen mit einer Tanzgruppe den Mythos um den antiken Helden Ikaros auf die Bühne. Melissanidis tanzte dabei in eigener Choreografie die Rolle des Ikaros selbst. 1998 begeisterte er bei einem Wettkampf in Helsinki das Publikum, als er – nach dem Gewinn zweier Goldmedaillen – zur Musik von Mikis Theodorakis wiederum in eigener Choreografie den Alexis Sorbas tanzte. Diesen Tanz hatte Melissanidis schon im Jahr zuvor anlässlich einer Preisverleihung durch den zypriotischen Präsidenten Glafkos Kliridis in Nikosia aufgeführt, und er wiederholte ihn auch bei einer Galaveranstaltung anlässlich des 1998 ausgetragenen Weltcup von Paris-Bercy. In den Jahren 1997 und 1999 ergriff Melissanidis die Gelegenheit, Unterricht am Alvin Ailey American Dance Theater zu nehmen.
Als er sich 2004 dazu entschloss, das Studium an einer Schauspielschule zu beginnen, bereitete die griechische Schauspielerin Irini Pappa Melissanidis auf die notwendigen Vorsprechen vor. Mit einem Stipendium der Alexander-Onassis-Stiftung sowie der Schule selbst studierte er 2005 und 2006 dann an der American Academy of Dramatic Arts (AADA) in Los Angeles, 2006 und 2007 mit einem Stipendium der AADA an der Royal Academy of Dramatic Art (RADA) in London. Er wirkte in Inszenierungen beider Einrichtungen mit, so spielte er an der RADA beispielsweise den Romeo in William Shakespeares Tragödie Romeo und Julia. Dieselbe Rolle verkörperte er 2009/10 auch am Manhattan Arts Center (MAC) in New York. Bereits 2005 hatte Melissanidis in dem von Francesco Vezzoli gedrehten und von Quentin Tarantino produzierten Kurzfilm „Trailer for a Remake of Gore Vidal’s Caligula“ mitgewirkt, für den Produzent und Regisseur auch Darsteller wie Helen Mirren, Milla Jovovich und Benicio del Toro gewinnen konnten. Bei dem Film, der auf der 51. Biennale von Venedig vorgestellt wurde, handelt sich um eine Adaption zu dem 1979 nach einem Buch von Gore Vidal gedrehten Film Caligula.
Während der Olympischen Spiele 2012 in London trat Melissanidis im Griechischen Haus (House of Hellenes) mit einem Solostück auf. Inspiriert von Samuel Beckett interpretierte er dort unter der Schirmherrschaft des Griechischen Olympischen Komitees das Schicksal des mythischen Königs Sisyphos.

## Politisches Engagement
Neben seiner sportlichen und künstlerischen Tätigkeit zeigte Melissanidis immer auch ein großes Interesse an politischen Themen. Dies äußerte sich erstmals öffentlich, als er 1996 nach dem Gewinn der olympischen Goldmedaille dem Fernsehsender CNN ein Live-Interview gab. Ohne dazu befragt worden zu sein, bezog er darin dennoch nachdrücklich Stellung für die Haltung Griechenlands in dessen Namensstreit mit der ehemaligen jugoslawischen Teilrepublik Mazedonien. Für die CNN-Journalistin kam Melissanidis’ dezidiertes Statement besonders überraschend, war ihre gegenteilige Haltung in dieser Frage doch allgemein bekannt. Im Jahr darauf führte Melissanidis als Master of Ceremony zusammen mit Bürgermeister Rudy Giuliani die Parade zum griechischen Nationalfeiertag am 25. März 1997 auf der 5th Avenue in New York an. 1998 wurde in Den Haag der 50. Jahrestag des Haager Europa-Kongresses von 1948 begangen. Auf Einladung von Mário Soares vertrat Melissanidis Griechenland offiziell bei den entsprechenden Feierlichkeiten.
Auch im Bereich der Kulturpolitik trat Melissanidis für seine Heimat Griechenland ein. So schloss er sich beispielsweise aktiv der Forderung der von Jules Dassin gegründeten Melina Mercouri Foundation nach einer Rückführung der heute im Britischen Museum in London befindlichen Parthenon-Skulpturen nach Athen an. Die griechische Schauspielerin und Politikerin Melina Mercouri hatte eine solche Rückgabe einst zu einem zentralen Thema ihrer Politik gemacht.
Melissanidis war darüber hinaus immer auch bereit, sich für soziale und humanitäre Ziele einzusetzen. 1996 nahm er als Vertreter Griechenlands an einem Marathonlauf zugunsten des Ronald-McDonald-Hauses in New York teil und besuchte in der Einrichtung Kinder, die an Krebs erkrankt waren und dort gepflegt wurden. Während des Krieges in Jugoslawien reiste Melissanidis in den Kosovo, um als Teil einer Menschenkette eine wichtige Brücke vor der drohenden Bombardierung zu schützen. Seit 1995 unterstützt er die Umweltschutzorganisation Greenpeace, deren Mitglied er ist.
Ein besonderes Anliegen war für Melissanidis stets die Idee des Olympischen Friedens. Schon 1996 hatte er die Gelegenheit am Sitz der Vereinten Nationen (UNO) in New York zu diesem Thema zu reden. 2003 lud ihn dann UNO-Generalsekretär Kofi Annan zusammen mit Nadia Comăneci und Michael Jordan als Sprecher zur International Olympic Truce Foundation (Stiftung für den Olympischen Frieden) ein. In diesem Rahmen kam Melissanidis mit Politikern wie Bill Clinton und Ban Ki-moon zusammen. Die spanische Königin Sophia empfing ihn in Madrid.

## Sonstige Tätigkeiten und privates Leben
Melissanidis war mehrfach als Moderator tätig. Als 2006 die 13. Weltgymnasiade der Internationalen Schulsport-Föderation (ISF) in Athen und Thessaloniki ausgerichtet wurde, führte er als Gastgeber durch die offizielle, vom Fernsehsender ET 1 übertragene Eröffnungsveranstaltung. Anlässlich der Olympischen Spiele 2012 in London hatte ihn der TV-Sender Eurosport als Komoderator für die Wettbewerbe des Kunstturnens gewinnen können.
Auch als Fotomodel stand Melissanidis vor der Kamera, so zum Beispiel für den griechischen Modedesigner Nikos (Nikos Apostolopoulos). Dieser entwarf seit dem Jahr 2000 seine Wettkampftrikots. 2004 ließ Melissanidis sich für ein Buchprojekt von Giorgio Armani fotografieren. Die Publikation, die Armani zugunsten der Special Olympics 2004 und 2008 herausgab, vereinigt Fotos auch anderer herausragender Sportler wie beispielsweise solche von David Beckham, Ronaldo, Luís Figo oder Boris Becker.
Melissanidis bekannte sich 1996 zu seiner sexuellen Orientierung.

## Ehrungen und Auszeichnungen
Melissanidis wurde mit zahlreichen Ehrungen und Preisen ausgezeichnet, von denen hier nur eine Auswahl genannt sei. In der griechischen Hauptstadt Athen tragen ein Platz und eine Straße seinen Namen, im nordgriechischen Petritsi eine Straße sowie die örtliche Sporthalle. Auch die Halle, in der die Mitglieder der griechischen Kunstturn-Nationalmannschaft in Thessaloniki trainieren, ist nach ihm benannt.
Sowohl vom griechischen Staatspräsidenten als auch vom Ministerpräsidenten und vom Parlament erhielt er Ehrenmedaillen, entsprechende Preise verliehen ihm der Ökumenische Patriarch von Konstantinopel sowie der Metropolit von Amerika. Er wurde mit den Goldenen Medaillen der Städte Athen und Thessaloniki geehrt, ebenso mit jener des mexikanischen Cancún. Die Stadtverordnetenversammlung von New York zeichnete Melissanidis mit dem Goldenen Apfel der Stadt aus, Bürgermeister Rudy Giuliani überreichte ihm einen Ehrenpreis. Er erhielt den Abdi-İpekçi-Preis für Frieden und Freundschaft sowie die Goldene Medaille der Stadt Istanbul. Auch die türkische Regierung ehrte ihn mit einem Preis. Die griechischen Sportjournalisten wählten ihn zum Sportler des Jahres 1996.
In der zypriotischen Hauptstadt Nikosia trägt ein Sportclub seinen Namen („Melissanides Club“), und auch ein internationaler Kunstturn-Wettbewerb ist dort nach ihm benannt („Melissanides Cup“). In Griechenland sind eine Briefmarke sowie eine Telefonkarte mit seinem Bild erschienen.
Die griechische Zeitschrift Status listete Melissanidis unter den 100 bedeutendsten Griechen des 20. Jahrhunderts.